# 구두증거배제의 법칙
구두증거배제의 법칙(또는 외부증거배제의 법칙, parol evidence rule) 이란 계약 당사자간 협상을 끝내고 서면 계약서에 서명을 한 때에는 그동안 당사자 간의 구두 또는 서면으로 협상한 내용이 완전히 수렴하여 흡수 통합된 것으로 보는 것을 말한다. 그래서 당사자 간에 최종적으로 완성된 계약이 존재하는 경우 당해 계약성립 이전에 당사자가 행한 합의 또는 구두증거는 당해 계약내용을 변경, 추가 또는 부정하기 위한 증거로서 채택될 수 없다는 원칙을 말한다.  서명 이전의 구두 또는 서면으로 협상한 내용을 바탕으로 서명된 계약내용에 반하는 주장을 인정하지 않는다는 내용이다.

## 요건

### 최종적으로 완성된 계약
당사자간에 최종적으로 완성된 계약이 존재하여야 한다. "최종적으로 완성된 계약"이라 함은 당해 계약내용에 관하여 당사자의 의사표시가 충분히 최종적으로 반영된 문서화된 계약을 말한다.

## 예외
당사자간 최종합의된 계약에 구두 조건이 포함된 경우 이 구두조건을 확인하기 위하여 외부적 증거를 채택하는 것은 구두증거배제의 법칙을 위반하지 않는다.

## 같이 보기
- 사기 방지법